# Åle (plaats)
Åle is een plaats in de Deense regio Midden-Jutland, gemeente Hedensted, en telt 534 inwoners (2008). Åle valt onder de parochie van Aale. Het dorp ligt aan de zijtak naar Ejstrupholmvan de voormalige spoorlijn Horsens - Thyregod. De lijn werd in 1962 gesloten en is inmiddels geheel opgebroken. Het voormalige station is nog steeds aanwezig. 